# Вилкомирский, Казимеж
Казимеж Вилкомирский (пол. Kazimierz Wiłkomirski; 1 сентября 1900, Москва — 7 марта 1995, Варшава) — польский композитор, дирижёр, виолончелист и музыкальный педагог. Сын Альфреда Вилкомирского, брат Ванды Вилкомирской.

## Биография
Учился в Московской консерватории (1911—1917) у А. Э. фон Глена по классу виолончели и Михаила Ипполитова-Иванова по композиции, частным образом занимался композицией и с Болеславом Яворским. Затем продолжил образование в Варшаве у Романа Статковского (композиция) и Эмиля Млынарского (дирижирование). С 1913 г. выступал в составе семейного фортепианного трио с сестрой Марией и братом Михалом.
В 1919—1921 гг. в оркестре Варшавской оперы. В 1930—1939 гг. участник Польского квартета Ирены Дубиской, в 1945—1947 гг. — наследовавшего ему Квартета имени Шимановского. Во время Второй мировой войны, находясь в Варшаве, участвовал в подпольных концертах, в том числе в составе квартета Евгении Уминьской.
В 1934—1939 гг. директор Гданьской консерватории. В 1945—1947 гг. первый ректор Лодзьской консерватории. В 1952—1957 гг. директор Гданьской филармонии и оперного театра, профессор Высшей школы музыки в Сопоте. С 1957 года директор и главный дирижёр оперы во Вроцлаве. Концертировал как виолончелист (в СССР впервые в 1946 году).
В 1971 г. опубликовал книгу воспоминаний.